# Yumi Tomei
Yumi Tomei (東明 有美 Tōmei Yumi?), född 1 juni 1972, är en japansk tidigare fotbollsspelare.
Yumi Tomei debuterade för japans landslag den 6 december 1993 i en 15–0-vinst över Filippinerna. Hon spelade 43 landskamper för det japanska landslaget. Hon deltog bland annat i fotbolls-VM 1995, 1999 och OS 1996.